# Tour de Ski 2007-2008
Navigation
2006-2007 2008-2009
Le Tour de Ski 2007-2008 se déroule du 28 décembre 2007 au 6 janvier 2008. La seconde édition de cette compétition de ski de fond démarre à Nové Město en République tchèque pour s'achever dix jours plus tard à Val di Fiemme en Italie. Ce tour est jalonné par huit étapes parmi lesquelles un prologue et deux sprints.
Le parcours féminin s'étend sur 60 km tandis que le parcours masculin s'étend sur 102 km.

## Femmes

### Prologue -28 décembre3,3kmstyle classique, départ individuelNové Město,République tchèque
| #  | Nom                     | Nation    | Temps        | Points CM |
| -- | ----------------------- | --------- | ------------ | --------- |
| 1  | Virpi Kuitunen          | Finlande  | 9 min 22 s 8 | 50 pts.   |
| 2  | Aino Kaisa Saarinen     | Finlande  | + 0 s 7      | 40 pts.   |
| 3  | Justyna Kowalczyk       | Pologne   | + 1 s 9      | 30 pts.   |
| 4  | Marit Bjørgen           | Norvège   | + 6 s 1      | 25 pts.   |
| 5  | Seraina Mischol         | Suisse    | + 13 s 0     | 23 pts.   |
| 6  | Yuliya Ivanova          | Russie    | + 14 s 4     | 20 pts.   |
| 7  | Charlotte Kalla         | Suède     | + 14 s 5     | 18 pts.   |
| 8  | Olga Rocheva            | Russie    | + 14 s 8     | 16 pts.   |
| 9  | Valentina Shevchenko    | Ukraine   | + 15 s 3     | 14 pts.   |
| 10 | Therese Johaug          | Norvège   | + 15 s 8     | 13 pts.   |
| 11 | Arianna Follis          | Italie    | + 17 s 2     | 12 pts.   |
| 12 | Anna Hansson            | Suède     | + 17 s 4     | 11 pts.   |
| 13 | Evi Sachenbacher-Stehle | Allemagne | + 18 s 8     | 10 pts.   |
| 14 | Vibeke Skofterud        | Norvège   | + 19 s 7     | 9 pts.    |
| 15 | Katerina Smutna         | Autriche  | + 20 s 4     | 8 pts.    |
| 15 | Larisa Kurkina          | Russie    | + 20 s 4     | 8 pts.    |

| # | Nom                 | Nation   | Temps        |
| - | ------------------- | -------- | ------------ |
| 1 | Virpi Kuitunen      | Finlande | 9 min 07 s 8 |
| 2 | Aino Kaisa Saarinen | Finlande | + 5 s 7      |
| 3 | Justyna Kowalczyk   | Pologne  | + 11 s 9     |
| 4 | Marit Bjørgen       | Norvège  | + 21 s 1     |
| 5 | Seraina Mischol     | Suisse   | + 28 s 0     |

| # | Nom                 | Nation   | Points |
| - | ------------------- | -------- | ------ |
| 1 | Virpi Kuitunen      | Finlande | 15     |
| 2 | Aino Kaisa Saarinen | Finlande | 10     |
| 3 | Justyna Kowalczyk   | Pologne  | 5      |

### 2eétape-29 décembre;10kmstyle libre en poursuiteNové Město,République tchèque
| #  | Nom                     | Nation    | Temps         | Points CM |
| -- | ----------------------- | --------- | ------------- | --------- |
| 1  | Charlotte Kalla         | Suède     | 25 min 47 s 9 | 50 pts.   |
| 2  | Sabina Valbusa          | Italie    | + 2 s 1       | 40 pts.   |
| 3  | Marit Bjørgen           | Norvège   | + 8 s 2       | 30 pts.   |
| 4  | Riitta Liisa Roponen    | Finlande  | + 9 s 3       | 25 pts.   |
| 5  | Anna Hansson            | Suède     | + 12 s 7      | 23 pts.   |
| 6  | Katrin Zeller           | Allemagne | + 13 s 5      | 20 pts.   |
| 7  | Arianna Follis          | Italie    | + 14 s 5      | 18 pts.   |
| 8  | Olga Rocheva            | Russie    | + 14 s 8      | 16 pts.   |
| 9  | Evi Sachenbacher-Stehle | Allemagne | + 15 s 1      | 14 pts.   |
| 10 | Vibeke Skofterud        | Norvège   | + 16 s 6      | 13 pts.   |
| 11 | Valentina Shevchenko    | Ukraine   | + 18 s 2      | 12 pts.   |
| 12 | Seraina Mischol         | Suisse    | + 19 s 2      | 11 pts.   |
| 13 | Natalja Korostelewa     | Russie    | + 21 s 5      | 10 pts.   |
| 14 | Astrid Jacobsen         | Norvège   | + 22 s 0      | 9 pts.    |
| 15 | Justyna Kowalczyk       | Pologne   | + 24 s 6      | 8 pts.    |

| # | Nom               | Nation   | Temps         |
| - | ----------------- | -------- | ------------- |
| 1 | Marit Bjørgen     | Norvège  | 35 min 25 s 0 |
| 2 | Charlotte Kalla   | Suède    | + 0 s 2       |
| 3 | Justyna Kowalczyk | Pologne  | + 15 s 0      |
| 4 | Virpi Kuitunen    | Finlande | + 15 s 3      |
| 5 | Olga Rocheva      | Russie   | + 15 s 8      |

| # | Nom                 | Nation   | Points |
| - | ------------------- | -------- | ------ |
| 1 | Virpi Kuitunen      | Finlande | 15     |
| 2 | Aino Kaisa Saarinen | Finlande | 10     |
| 3 | Justyna Kowalczyk   | Pologne  | 5      |

### 3eétape-30 décembre1kmstyle libre en sprintPrague,République tchèque
| #                          | Nom                     | Nation    | Temps        | Points CM |
| -------------------------- | ----------------------- | --------- | ------------ | --------- |
| 1                          | Arianna Follis          | Italie    | 1 min 50 s 5 | 50 pts.   |
| 2                          | Pirjo Muranen           | Finlande  | + 0 s 2      | 40 pts.   |
| 3                          | Marit Bjørgen           | Norvège   | + 0 s 7      | 30 pts.   |
| 4                          | Magda Genuin            | Italie    | + 1 s 0      | 25 pts.   |
| 5                          | Virpi Kuitunen          | Finlande  | + 2 s 0      | 23 pts.   |
| 6                          | Justyna Kowalczyk       | Pologne   | + 10 s 9     | 20 pts.   |
| Finale B                   |                         |           |              |           |
| 7                          | Seraina Mischol         | Suisse    | 1 min 51 s 3 | 18 pts.   |
| 8                          | Alena Procházková       | Slovaquie | + 0 s 1      | 16 pts.   |
| 9                          | Claudia Künzel-Nystad   | Allemagne | + 0 s 6      | 14 pts.   |
| 10                         | Natalja Korostelewa     | Russie    | + 0 s 8      | 13 pts.   |
| 11                         | Astrid Jacobsen         | Norvège   | + 1 s 1      | 12 pts.   |
| 12                         | Riitta Liisa Roponen    | Finlande  | + 1 s 3      | 11 pts.   |
| Éliminées en 1/4 de finale |                         |           |              |           |
| 13                         | Petra Majdič            | Slovénie  | -            | 10 pts.   |
| 14                         | Aino Kaisa Saarinen     | Finlande  | -            | 9 pts.    |
| 15                         | Evi Sachenbacher-Stehle | Allemagne | -            | 8 pts.    |

| # | Nom               | Nation   | Temps         |
| - | ----------------- | -------- | ------------- |
| 1 | Marit Bjørgen     | Norvège  | 36 min 25 s 6 |
| 2 | Arianna Follis    | Italie   | + 9 s 4       |
| 3 | Justyna Kowalczyk | Pologne  | + 22 s 0      |
| 4 | Virpi Kuitunen    | Finlande | + 23 s 5      |
| 5 | Seraina Mischol   | Suisse   | + 31 s 5      |

| # | Nom               | Nation   | Points |
| - | ----------------- | -------- | ------ |
| 1 | Arianna Follis    | Italie   | 60     |
| 2 | Virpi Kuitunen    | Finlande | 59     |
| 3 | Pirjo Muranen     | Finlande | 56     |
| 4 | Marit Bjørgen     | Norvège  | 52     |
| 5 | Magda Genuin      | Italie   | 49     |
| 6 | Justyna Kowalczyk | Pologne  | 47     |

### 4eétape-1er janvier10kmstyle libre en poursuiteNové Město,République tchèque
| #  | Nom                     | Nation    | Temps         | Points CM |
| -- | ----------------------- | --------- | ------------- | --------- |
| 1  | Charlotte Kalla         | Suède     | 26 min 21 s 9 | 50 pts.   |
| 2  | Kristin Stormer Steira  | Norvège   | + 3 s 0       | 40 pts.   |
| 3  | Claudia Künzel-Nystad   | Allemagne | + 4 s 2       | 30 pts.   |
| 4  | Natalja Korostelewa     | Russie    | + 5 s 0       | 25 pts.   |
| 5  | Stefanie Böhler         | Allemagne | + 8 s 7       | 23 pts.   |
| 6  | Evi Sachenbacher Stehle | Allemagne | + 11 s 7      | 20 pts.   |
| 7  | Olga Rocheva            | Russie    | + 11 s 8      | 18 pts.   |
| 8  | Valentina Shevchenko    | Ukraine   | + 14 s 8      | 16 pts.   |
| 9  | Justyna Kowalczyk       | Pologne   | + 26 s 1      | 14 pts.   |
| 10 | Astrid Jacobsen         | Norvège   | + 27 s 3      | 13 pts.   |
| 11 | Vibeke Skofterud        | Norvège   | + 31 s 5      | 12 pts.   |
| 12 | Virpi Kuitunen          | Finlande  | + 32 s 1      | 11 pts.   |
| 13 | Riitta Liisa Roponen    | Finlande  | + 33 s 4      | 10 pts.   |
| 14 | Arianna Follis          | Italie    | + 37 s 1      | 9 pts.    |
| 15 | Anna Hansson            | Suède     | + 40 s 0      | 8 pts.    |

| # | Nom                   | Nation    | Temps             |
| - | --------------------- | --------- | ----------------- |
| 1 | Charlotte Kalla       | Suède     | 1 h 03 min 25 s 5 |
| 2 | Arianna Follis        | Italie    | + 8 s 5           |
| 3 | Justyna Kowalczyk     | Pologne   | + 10 s 1          |
| 4 | Virpi Kuitunen        | Finlande  | + 17 s 6          |
| 5 | Claudia Künzel-Nystad | Allemagne | + 30 s 8          |

| # | Nom               | Nation   | Points |
| - | ----------------- | -------- | ------ |
| 1 | Arianna Follis    | Italie   | 60     |
| 2 | Virpi Kuitunen    | Finlande | 59     |
| 3 | Pirjo Muranen     | Finlande | 56     |
| 4 | Marit Bjørgen     | Norvège  | 52     |
| 5 | Magda Genuin      | Italie   | 49     |
| 6 | Justyna Kowalczyk | Pologne  | 47     |

### 5eétape-2 janvier10kmstyle classique, départ individuelNové Město,République tchèque
| #  | Nom                    | Nation    | Temps         | Points CM |
| -- | ---------------------- | --------- | ------------- | --------- |
| 1  | Aino Kaisa Saarinen    | Finlande  | 28 min 55 s 7 | 50 pts.   |
| 2  | Virpi Kuitunen         | Finlande  | + 2 s 6       | 40 pts.   |
| 3  | Therese Johaug         | Norvège   | + 13 s 3      | 30 pts.   |
| 4  | Olga Rocheva           | Russie    | + 14 s 3      | 25 pts.   |
| 5  | Valentina Shevchenko   | Ukraine   | + 23 s 0      | 23 pts.   |
| 6  | Charlotte Kalla        | Suède     | + 25 s 2      | 20 pts.   |
| 7  | Petra Majdič           | Slovénie  | + 25 s 3      | 18 pts.   |
| 8  | Justyna Kowalczyk      | Pologne   | + 32 s 2      | 16 pts.   |
| 9  | Arianna Follis         | Italie    | + 47 s 9      | 14 pts.   |
| 10 | Astrid Jacobsen        | Norvège   | + 49 s 7      | 13 pts.   |
| 11 | Seraina Mischol        | Suisse    | + 53 s 0      | 12 pts.   |
| 12 | Pirjo Muranen          | Finlande  | + 54 s 4      | 11 pts.   |
| 13 | Katrin Zeller          | Allemagne | + 55 s 9      | 10 pts.   |
| 14 | Kristin Stormer Steira | Norvège   | + 58 s 6      | 9 pts.    |
| 15 | Vibeke Skofterud       | Norvège   | + 58 s 8      | 8 pts.    |

| # | Nom               | Nation   | Temps             |
| - | ----------------- | -------- | ----------------- |
| 1 | Virpi Kuitunen    | Finlande | 1 h 32 min 21 s 4 |
| 2 | Charlotte Kalla   | Suède    | + 25 s 0          |
| 3 | Justyna Kowalczyk | Pologne  | + 42 s 1          |
| 4 | Olga Rocheva      | Russie   | + 45 s 7          |
| 5 | Arianna Follis    | Italie   | + 56 s 2          |

| # | Name                | Nation   | Points |
| - | ------------------- | -------- | ------ |
| 1 | Virpi Kuitunen      | Finlande | 79     |
| 2 | Arianna Follis      | Italie   | 60     |
| 3 | Aino Kaisa Saarinen | Finlande | 57     |
| 4 | Pirjo Muranen       | Finlande | 56     |
| 5 | Marit Bjørgen       | Norvège  | 52     |
| 6 | Magda Genuin        | Italie   | 49     |
| 7 | Justyna Kowalczyk   | Pologne  | 47     |

### 6eétape-4 janvier1,2kmstyle libre en sprintAsiago,Italie
| #                          | Nom                   | Nation    | Temps        | Points CM |
| -------------------------- | --------------------- | --------- | ------------ | --------- |
| 1                          | Charlotte Kalla       | Suède     | 2 min 51 s 0 | 50 pts.   |
| 2                          | Natalja Korostelewa   | Russie    | + 0 s 6      | 40 pts.   |
| 3                          | Justyna Kowalczyk     | Pologne   | + 1 s 2      | 30 pts.   |
| 4                          | Arianna Follis        | Italie    | + 1 s 2      | 25 pts.   |
| 5                          | Olga Rocheva          | Russie    | + 3 s 9      | 23 pts.   |
| 6                          | Astrid Jacobsen       | Norvège   | + 14 s 3     | 20 pts.   |
| Finale B                   |                       |           |              |           |
| 7                          | Pirjo Muranen         | Finlande  | 2 min 55 s 3 | 18 pts.   |
| 8                          | Riitta Liisa Roponen  | Finlande  | + 0 s 7      | 16 pts.   |
| 9                          | Magda Genuin          | Italie    | + 2 s 5      | 14 pts.   |
| 10                         | Alena Procházková     | Slovaquie | + 3 s 3      | 13 pts.   |
| 11                         | Virpi Kuitunen        | Finlande  | + 3 s 4      | 12 pts.   |
| 12                         | Vesna Fabjan          | Slovénie  | + 3 s 4      | 11 pts.   |
| Éliminées en 1/4 de finale |                       |           |              |           |
| 13                         | Claudia Künzel-Nystad | Allemagne | -            | 10 pts.   |
| 14                         | Natalya Ilyina        | Russie    | -            | 9 pts.    |
| 15                         | Petra Majdič          | Slovénie  | -            | 8 pts.    |

| # | Nom               | Nation   | Temps             |
| - | ----------------- | -------- | ----------------- |
| 1 | Virpi Kuitunen    | Finlande | 1 h 34 min 41 s 3 |
| 2 | Charlotte Kalla   | Suède    | + 0 s 2           |
| 3 | Justyna Kowalczyk | Pologne  | + 23 s 7          |
| 4 | Olga Rocheva      | Russie   | + 36 s 1          |
| 5 | Arianna Follis    | Italie   | + 38 s 2          |

| # | Nom                 | Nation   | Points |
| - | ------------------- | -------- | ------ |
| 1 | Virpi Kuitunen      | Finlande | 111    |
| 2 | Arianna Follis      | Italie   | 109    |
| 3 | Justyna Kowalczyk   | Pologne  | 99     |
| 4 | Pirjo Muranen       | Finlande | 96     |
| 5 | Natalja Korostelewa | Russie   | 90     |
| 6 | Magda Genuin        | Italie   | 85     |
| 7 | Charlotte Kalla     | Suède    | 75     |
| 8 | Astrid Jacobsen     | Norvège  | 74     |

### 7eétape-5 janvier10kmstyle classique en mass startVal di Fiemme,Italie
| #  | Nom                     | Nation    | Temps         | Points CM |
| -- | ----------------------- | --------- | ------------- | --------- |
| 1  | Virpi Kuitunen          | Finlande  | 32 min 48 s 1 | 50 pts.   |
| 2  | Charlotte Kalla         | Suède     | + 4 s 5       | 40 pts.   |
| 3  | Claudia Künzel-Nystad   | Allemagne | + 5 s 0       | 30 pts.   |
| 4  | Olga Rocheva            | Russie    | + 5 s 1       | 25 pts.   |
| 5  | Katrin Zeller           | Allemagne | + 5 s 5       | 23 pts.   |
| 6  | Evi Sachenbacher-Stehle | Allemagne | + 5 s 6       | 20 pts.   |
| 7  | Anna Hansson            | Suède     | + 5 s 7       | 18 pts.   |
| 8  | Pirjo Muranen           | Finlande  | + 12 s 4      | 16 pts.   |
| 9  | Kristin Stormer Steira  | Norvège   | + 13 s 0      | 14 pts.   |
| 10 | Arianna Follis          | Italie    | + 13 s 2      | 13 pts.   |
| 11 | Larisa Kurkina          | Russie    | + 17 s 2      | 12 pts.   |
| 12 | Katerina Smutna         | Autriche  | + 20 s 5      | 11 pts.   |
| 13 | Seraina Mischol         | Suisse    | + 28 s 3      | 10 pts.   |
| 14 | Petra Majdič            | Slovénie  | + 28 s 8      | 9 pts.    |
| 15 | Therese Johaug          | Norvège   | + 29 s 4      | 8 pts.    |

| # | Nom                 | Nation   | Temps             |
| - | ------------------- | -------- | ----------------- |
| 1 | Virpi Kuitunen      | Finlande | 2 h 06 min 44 s 4 |
| 2 | Charlotte Kalla     | Suède    | + 39 s 7          |
| 3 | Olga Rocheva        | Russie   | + 1 min 26 s 2    |
| 4 | Arianna Follis      | Italie   | + 1 min 36 s 4    |
| 5 | Justyna Kowalczyk   | Pologne  | + 2 min 19 s 1    |
| 6 | Natalja Korostelewa | Russie   | + 2 min 39 s 7    |

| # | Nom                 | Nation   | Points |
| - | ------------------- | -------- | ------ |
| 1 | Virpi Kuitunen      | Finlande | 156    |
| 2 | Arianna Follis      | Italie   | 109    |
| 3 | Pirjo Muranen       | Finlande | 106    |
| 4 | Justyna Kowalczyk   | Pologne  | 99     |
| 5 | Natalja Korostelewa | Russie   | 90     |

### Montée finale -6 janvier10kmstyle libre en poursuiteVal di Fiemme,Italie
| #  | Nom                     | Nation    | Temps          | Points CM |
| -- | ----------------------- | --------- | -------------- | --------- |
| 1  | Valentina Shevchenko    | Ukraine   | 34 min 06 s 2  | 50 pts.   |
| 2  | Kristin Stormer Steira  | Norvège   | +55 s 3        | 40 pts.   |
| 3  | Claudia Künzel-Nystad   | Allemagne | +1 min 10 s 8  | 30 pts.   |
| 4  | Therese Johaug          | Norvège   | +1 min 16 s 5  | 25 pts.   |
| 5  | Stefanie Böhler         | Allemagne | +1 min 17 s 3  | 23 pts.   |
| 6  | Katrin Zeller           | Allemagne | +1 min 25 s 0  | 20 pts.   |
| 7  | Arianna Follis          | Italie    | +1 min 27 s 3  | 18 pts.   |
| 8  | Riitta Liisa Roponen    | Finlande  | +1 min 29 s 1  | 16 pts.   |
| 9  | Charlotte Kalla         | Suède     | +1 min 30 s 7  | 14 pts.   |
| 10 | Evi Sachenbacher-Stehle | Allemagne | + 1 min 32 s 8 | 13 pts.   |
| 11 | Anna Hansson            | Suède     | + 1 min 39 s 7 | 12 pts.   |
| 12 | Antonella Confortola    | Italie    | + 1 min 48 s 6 | 11 pts.   |
| 13 | Seraina Mischol         | Suisse    | +1 min 52 s 3  | 10 pts.   |
| 14 | Evgenia Medvedeva       | Russie    | + 1 min 53 s 7 | 9 pts.    |
| 15 | Sabina Valbusa          | Italie    | + 1 min 57 s 5 | 8 pts.    |

| # | Nom                  | Nation   | Temps             |
| - | -------------------- | -------- | ----------------- |
| 1 | Charlotte Kalla      | Suède    | 2 h 43 min 01 s 0 |
| 2 | Virpi Kuitunen       | Finlande | + 36 s 4          |
| 3 | Arianna Follis       | Italie   | + 53 s 3          |
| 4 | Valentina Shevchenko | Ukraine  | + 1 min 09 s 2    |
| 5 | Olga Rocheva         | Russie   | + 1 min 14 s 8    |

| # | Nom                 | Nation   | Points |
| - | ------------------- | -------- | ------ |
| 1 | Virpi Kuitunen      | Finlande | 156    |
| 2 | Arianna Follis      | Italie   | 109    |
| 3 | Pirjo Muranen       | Finlande | 106    |
| 4 | Justyna Kowalczyk   | Pologne  | 99     |
| 5 | Natalja Korostelewa | Russie   | 90     |

## Hommes

### Prologue -28 décembre4,5kmstyle classique, départ individuelNové Město,République tchèque
| #  | Nom                 | Nation             | Temps         | Points CM |
| -- | ------------------- | ------------------ | ------------- | --------- |
| 1  | Lukáš Bauer         | République tchèque | 11 min 15 s 6 | 50 pts.   |
| 2  | Axel Teichmann      | Allemagne          | + 1 s 0       | 40 pts.   |
| 3  | Odd-Bjørn Hjelmeset | Norvège            | + 3 s 3       | 30 pts.   |
| 4  | Sami Jauhojärvi     | Finlande           | + 3 s 5       | 25 pts.   |
| 5  | Mats Larsson        | Suède              | + 4 s 9       | 23 pts.   |
| 6  | Jens Arne Svartedal | Norvège            | + 5 s 6       | 20 pts.   |
| 7  | Dmitry Liashenko    | Russie             | + 8 s 5       | 18 pts.   |
| 8  | Anders Södergren    | Suède              | + 10 s 6      | 16 pts.   |
| 9  | John Kristian Dahl  | Norvège            | + 12 s 8      | 14 pts.   |
| 9  | Tor Arne Hetland    | Norvège            | + 12 s 8      | 14 pts.   |
| 11 | Eldar Rønning       | Norvège            | + 14 s 1      | 12 pts.   |
| 12 | Ville Nousiainen    | Finlande           | + 14 s 4      | 11 pts.   |
| 13 | Maxim Vylegzhanin   | Russie             | + 14 s 7      | 10 pts.   |
| 14 | Martin Jakš         | République tchèque | + 15 s 5      | 9 pts.    |
| 15 | Franz Göring        | Allemagne          | + 15 s 6      | 8 pts.    |

| # | Nom                 | Nation             | Temps         |
| - | ------------------- | ------------------ | ------------- |
| 1 | Lukáš Bauer         | République tchèque | 11 min 00 s 6 |
| 2 | Axel Teichmann      | Allemagne          | + 6 s 0       |
| 3 | Odd-Bjørn Hjelmeset | Norvège            | + 13 s 3      |
| 4 | Sami Jauhojärvi     | Finlande           | + 18 s 5      |
| 5 | Mats Larsson        | Suède              | + 19 s 9      |

| # | Nom                 | Nation             | Points |
| - | ------------------- | ------------------ | ------ |
| 1 | Lukáš Bauer         | République tchèque | 15     |
| 2 | Axel Teichmann      | Allemagne          | 10     |
| 3 | Odd-Bjørn Hjelmeset | Norvège            | 5      |

### 2eétape-29 décembre15kmstyle libre en poursuiteNové Město,République tchèque
| #  | Nom                   | Nation             | Temps         | Points CM |
| -- | --------------------- | ------------------ | ------------- | --------- |
| 1  | Emmanuel Jonnier      | France             | 34 min 43 s 9 | 50 pts.   |
| 2  | Lukáš Bauer           | République tchèque | + 9 s 6       | 40 pts.   |
| 3  | Valerio Checchi       | Italie             | + 11 s 2      | 30 pts.   |
| 4  | Tord Asle Gjerdalen   | Norvège            | + 11 s 6      | 25 pts.   |
| 5  | Pietro Piller Cottrer | Italie             | + 16 s 2      | 23 pts.   |
| 6  | Martin Bajčičák       | Slovaquie          | + 17 s 6      | 20 pts.   |
| 6  | Fabio Santus          | Italie             | + 17 s 6      | 20 pts.   |
| 8  | Jean-Marc Gaillard    | France             | + 18 s 5      | 16 pts.   |
| 9  | Simen Østensen        | Norvège            | + 20 s 3      | 14 pts.   |
| 10 | Tobias Angerer        | Allemagne          | + 20 s 4      | 13 pts.   |
| 11 | Petter Northug        | Norvège            | + 20 s 6      | 12 pts.   |
| 12 | Rene Sommerfeldt      | Allemagne          | + 21 s 2      | 11 pts.   |
| 13 | Martin Koukal         | République tchèque | + 21 s 4      | 10 pts.   |
| 14 | Marcus Hellner        | Suède              | + 21 s 5      | 9 pts.    |
| 15 | Eugeni Dementiev      | Russie             | + 22 s 7      | 8 pts.    |

| # | Nom               | Nation             | Temps         |
| - | ----------------- | ------------------ | ------------- |
| 1 | Lukáš Bauer       | République tchèque | 45 min 54 s 1 |
| 2 | Marcus Hellner    | Suède              | + 47 s 0      |
| 3 | Anders Södergren  | Suède              | + 47 s 9      |
| 4 | Maxim Vylegzhanin | Russie             | + 48 s 0      |
| 5 | Simen Østensen    | Norvège            | + 48 s 9      |

| # | Nom                 | Nation             | Points |
| - | ------------------- | ------------------ | ------ |
| 1 | Lukáš Bauer         | République tchèque | 15     |
| 2 | Axel Teichmann      | Allemagne          | 10     |
| 3 | Odd-Bjørn Hjelmeset | Norvège            | 5      |

### 3eétape-30 décembre1,2kmstyle libre en sprintPrague,République tchèque
| #                         | Nom                  | Nation             | Temps | Points CM |
| ------------------------- | -------------------- | ------------------ | ----- | --------- |
| 1                         | Nikolaï Morilov      | Russie             |       | 50 pts.   |
| 2                         | Simen Østensen       | Norvège            |       | 40 pts.   |
| 3                         | Tor Arne Hetland     | Norvège            |       | 30 pts.   |
| 4                         | Andrey Parfenov      | Russie             |       | 25 pts.   |
| 5                         | Petter Northug       | Norvège            |       | 23 pts.   |
| 6                         | Maxim Vylegzhanin    | Russie             |       | 20 pts.   |
| Finale B                  |                      |                    |       |           |
| 7                         | Timo Simonlatser     | Estonie            |       | 18 pts.   |
| 8                         | Dušan Kožíšek        | République tchèque |       | 16 pts.   |
| 9                         | Tord Asle Gjerdalen  | Norvège            |       | 14 pts.   |
| 10                        | Giorgio Di Centa     | Italie             |       | 13 pts.   |
| 11                        | Sami Jauhojärvi      | Finlande           |       | 12 pts.   |
| 12                        | Renato Pasini        | Italie             |       | 11 pts.   |
| Éliminés en 1/4 de finale |                      |                    |       |           |
| 13                        | Damien Ambrosetti    | France             | -     |           |
| 14                        | Dario Cologna        | Suisse             | -     | 9 pts.    |
| 15                        | Freddy Schwienbacher | Italie             | -     | 8 pts.    |

| # | Nom               | Nation             | Temps         |
| - | ----------------- | ------------------ | ------------- |
| 1 | Simen Østensen    | Norvège            | 47 min 27 s 2 |
| 2 | Lukáš Bauer       | République tchèque | +12 s 1       |
| 3 | Tor Arne Hetland  | Norvège            | +14 s 9       |
| 4 | Maxim Vylegzhanin | Russie             | +15 s 2       |
| 5 | Petter Northug    | Norvège            | +17 s 1       |

| # | Nom              | Nation  | Points |
| - | ---------------- | ------- | ------ |
| 1 | Nikolaï Morilov  | Russie  | 60     |
| 2 | Simen Østensen   | Norvège | 56     |
| 3 | Tor Arne Hetland | Norvège | 52     |
| 4 | Andrey Parfenov  | Russie  | 49     |
| 5 | Petter Northug   | Norvège | 44     |

### 4eétape-1er janvier15kmstyle libre en poursuiteNové Město,République tchèque
| #  | Nom                   | Nation             | Temps         | Points CM |
| -- | --------------------- | ------------------ | ------------- | --------- |
| 1  | Pietro Piller Cottrer | Italie             | 35 min 30 s 4 | 50 pts.   |
| 2  | Valerio Checchi       | Italie             | + 4 s 5       | 40 pts.   |
| 3  | Emmanuel Jonnier      | France             | + 15 s 3      | 30 pts.   |
| 4  | Martin Koukal         | République tchèque | + 18 s 2      | 25 pts.   |
| 5  | Fabio Santus          | Italie             | + 30 s 7      | 23 pts.   |
| 6  | Martin Jakš           | République tchèque | + 35 s 0      | 20 pts.   |
| 7  | Axel Teichmann        | Allemagne          | + 35 s 3      | 18 pts.   |
| 8  | Franz Göring          | Allemagne          | + 35 s 6      | 16 pts.   |
| 9  | Giorgio Di Centa      | Italie             | + 39 s 4      | 14 pts.   |
| 10 | Rene Sommerfeldt      | Allemagne          | + 42 s 5      | 13 pts.   |
| 11 | Tord Asle Gjerdalen   | Norvège            | + 46 s 5      | 12 pts.   |
| 12 | Christian Hoffmann    | Autriche           | + 50 s 6      | 11 pts.   |
| 13 | Lukáš Bauer           | République tchèque | + 52 s 4      | 10 pts.   |
| 14 | Ilia Chernousov       | Russie             | + 52 s 5      | 9 pts.    |
| 15 | Aleksandr Legkov      | Russie             | + 52 s 7      | 8 pts.    |

| # | Nom                   | Nation             | Temps             |
| - | --------------------- | ------------------ | ----------------- |
| 1 | Lukáš Bauer           | République tchèque | 1 h 24 min 02 s 1 |
| 2 | Martin Koukal         | République tchèque | + 3 s 2           |
| 3 | Pietro Piller Cottrer | Italie             | + 3 s 4           |
| 4 | Valerio Checchi       | Italie             | + 4 s 6           |
| 5 | Tord Asle Gjerdalen   | Norvège            | + 6 s 9           |

| # | Nom              | Nation  | Points |
| - | ---------------- | ------- | ------ |
| 1 | Nikolaï Morilov  | Russie  | 60     |
| 2 | Simen Østensen   | Norvège | 56     |
| 3 | Tor Arne Hetland | Norvège | 52     |
| 4 | Andrey Parfenov  | Russie  | 49     |
| 5 | Petter Northug   | Norvège | 44     |

### 5eétape-2 janvier15kmstyle classique, départ individuelNové Město,République tchèque
| #  | Nom                  | Nation             | Temps          | Points CM |
| -- | -------------------- | ------------------ | -------------- | --------- |
| 1  | Lukáš Bauer          | République tchèque | 38 min 26 s 9  | 50 pts.   |
| 2  | Jens Arne Svartedal  | Norvège            | + 27 s 8       | 40 pts.   |
| 3  | Nikolaï Pankratov    | Russie             | + 28 s 5       | 30 pts.   |
| 4  | Mats Larsson         | Suède              | + 40 s 0       | 25 pts.   |
| 5  | Eldar Rønning        | Norvège            | + 49 s 9       | 23 pts.   |
| 6  | Eugeni Dementiev     | Russie             | + 55 s 9       | 20 pts.   |
| 7  | Maxim Vylegzhanin    | Russie             | + 56 s 1       | 18 pts.   |
| 8  | Odd-Bjørn Hjelmeset  | Norvège            | + 1 min 15 s 7 | 16 pts.   |
| 9  | Jaak Mae             | Estonie            | + 1 min 19 s 9 | 14 pts.   |
| 10 | Ilia Chernousov      | Russie             | + 1 min 20 s 8 | 13 pts.   |
| 11 | Alexey Poltaranin    | Kazakhstan         | + 1 min 24 s 1 | 12 pts.   |
| 12 | Aleksandr Legkov     | Russie             | + 1 min 26 s 2 | 11 pts.   |
| 13 | Stanislav Voljentsev | Russie             | + 1 min 29 s 9 | 10 pts.   |
| 14 | Anders Södergren     | Suède              | + 1 min 30 s 2 | 9 pts.    |
| 15 | Dmitry Liashenko     | Russie             | + 1 min 31 s 7 | 8 pts.    |

| # | Nom                   | Nation             | Temps             |
| - | --------------------- | ------------------ | ----------------- |
| 1 | Lukáš Bauer           | République tchèque | 2 h 02 min 04 s 0 |
| 2 | Tord Asle Gjerdalen   | Norvège            | + 2 min 07 s 3    |
| 3 | Pietro Piller Cottrer | Italie             | + 2 min 32 s 8    |
| 4 | Rene Sommerfeldt      | Allemagne          | + 2 min 39 s 3    |
| 5 | Emmanuel Jonnier      | France             | + 2 min 41 s 7    |

| # | Nom               | Nation  | Points |
| - | ----------------- | ------- | ------ |
| 1 | Nikolaï Morilov   | Russie  | 60     |
| 2 | Simen Østensen    | Norvège | 56     |
| 3 | Andrey Parfenov   | Russie  | 54     |
| 4 | Tor Arne Hetland  | Norvège | 52     |
| 5 | Petter Northug    | Norvège | 44     |
| 6 | Maxim Vylegzhanin | Russie  | 42     |

### 6eétape-4 janvier1,2kmstyle libre en sprintAsiago,Italie
| #                         | Nom                   | Nation             | Temps        | Points CM |
| ------------------------- | --------------------- | ------------------ | ------------ | --------- |
| 1                         | Petter Northug        | Norvège            | 2 min 33 s 8 | 50 pts.   |
| 2                         | Nikolay Chebotko      | Kazakhstan         | + 0 s 2      | 40 pts.   |
| 3                         | Tor Arne Hetland      | Norvège            | + 0 s 2      | 30 pts.   |
| 4                         | Cristian Zorzi        | Italie             | + 0 s 3      | 25 pts.   |
| 5                         | Pietro Piller Cottrer | Italie             | + 0 s 3      | 23 pts.   |
| 6                         | Tord Asle Gjerdalen   | Norvège            | + 4 s 7      | 20 pts.   |
| Finale B                  |                       |                    |              |           |
| 7                         | Martin Koukal         | République tchèque | 2 min 33 s 9 | 18 pts.   |
| 8                         | Marcus Hellner        | Suède              | + 1 s 1      | 16 pts.   |
| 9                         | John Kristian Dahl    | Norvège            | + 1 s 9      | 14 pts.   |
| 10                        | Maxim Vylegzhanin     | Russie             | + 2 s 3      | 13 pts.   |
| 11                        | Giorgio Di Centa      | Italie             | + 2 s 5      | 12 pts.   |
| 12                        | Nikolaï Morilov       | Russie             | + 7 s 9      | 11 pts.   |
| Éliminés en 1/4 de finale |                       |                    |              |           |
| 13                        | Eldar Rønning         | Norvège            | -            | 10 pts.   |
| 14                        | Ville Nousiainen      | Finlande           | -            | 9 pts.    |
| 15                        | Jens Arne Svartedal   | Norvège            | -            | 8 pts.    |

| # | Nom                   | Nation             | Temps             |
| - | --------------------- | ------------------ | ----------------- |
| 1 | Lukáš Bauer           | République tchèque | 2 h 04 min 42 s 0 |
| 2 | Tord Asle Gjerdalen   | Norvège            | + 1 min 17 s 1    |
| 3 | Pietro Piller Cottrer | Italie             | + 1 min 45 s 2    |
| 4 | Tor Arne Hetland      | Norvège            | + 2 min 00 s 4    |
| 5 | Petter Northug        | Norvège            | + 2 min 03 s 9    |

| # | Nom                 | Nation  | Points |
| - | ------------------- | ------- | ------ |
| 1 | Petter Northug      | Norvège | 104    |
| 1 | Tor Arne Hetland    | Norvège | 104    |
| 3 | Nikolaï Morilov     | Russie  | 90     |
| 4 | Tord Asle Gjerdalen | Norvège | 78     |
| 5 | Maxim Vylegzhanin   | Russie  | 76     |
| 6 | John Kristian Dahl  | Norvège | 66     |
| 6 | Giorgio Di Centa    | Italie  | 66     |

### 7eétape-5 janvier;20kmstyle classique mass startVal di Fiemme,Italie
| #  | Nom                   | Nation             | Temps             | Points CM |
| -- | --------------------- | ------------------ | ----------------- | --------- |
| 1  | Odd-Bjørn Hjelmeset   | Norvège            | 1 h 00 min 17 s 8 | 50 pts.   |
| 2  | Jens Arne Svartedal   | Norvège            | 1 h 00 min 17 s 8 | 40 pts.   |
| 3  | Franz Göring          | Allemagne          | + 3 s 2           | 30 pts.   |
| 4  | Tord Asle Gjerdalen   | Norvège            | + 5 s 2           | 25 pts.   |
| 5  | Axel Teichmann        | Allemagne          | + 5 s 5           | 23 pts.   |
| 6  | Eugeni Dementiev      | Russie             | + 6 s 2           | 20 pts.   |
| 7  | Lukáš Bauer           | République tchèque | + 7 s 5           | 18 pts.   |
| 8  | Valerio Checchi       | Italie             | + 9 s 0           | 16 pts.   |
| 9  | Tobias Angerer        | Allemagne          | + 10 s 2          | 14 pts.   |
| 10 | Tor Arne Hetland      | Norvège            | + 10 s 2          | 13 pts.   |
| 11 | Pietro Piller Cottrer | Italie             | + 11 s 0          | 12 pts.   |
| 12 | Ville Nousiainen      | Finlande           | + 12 s 8          | 11 pts.   |
| 13 | Petter Northug        | Norvège            | + 20 s 4          | 10 pts.   |
| 14 | John Kristian Dahl    | Norvège            | + 21 s 1          | 9 pts.    |
| 15 | Eldar Rønning         | Norvège            | + 21 s 9          | 8 pts.    |

| # | Nom                   | Nation             | Temps             |
| - | --------------------- | ------------------ | ----------------- |
| 1 | Lukáš Bauer           | République tchèque | 3 h 04 min 22 s 3 |
| 2 | Tord Asle Gjerdalen   | Norvège            | + 1 min 49 s 8    |
| 3 | Pietro Piller Cottrer | Italie             | + 2 min 23 s 7    |
| 4 | Jens Arne Svartedal   | Norvège            | + 2 min 41 s 2    |
| 5 | Tor Arne Hetland      | Norvège            | + 2 min 48 s 1    |
| 6 | Giorgio Di Centa      | Italie             | + 2 min 58 s 3    |
| 7 | Petter Northug        | Norvège            | + 3 min 01 s 8    |

| # | Nom                 | Nation  | Points |
| - | ------------------- | ------- | ------ |
| 1 | Petter Northug      | Norvège | 104    |
| 1 | Tor Arne Hetland    | Norvège | 104    |
| 3 | Giorgio Di Centa    | Italie  | 96     |
| 4 | Nikolaï Morilov     | Russie  | 90     |
| 5 | Tord Asle Gjerdalen | Norvège | 88     |

### Montée finale -6 janvier11 style libre en poursuiteVal di Fiemme,Italie
| #  | Nom                | Nation             | Temps          | Points CM |
| -- | ------------------ | ------------------ | -------------- | --------- |
| 1  | Rene Sommerfeldt   | Allemagne          | 32 min 59 s 0  | 50 pts.   |
| 2  | Christian Hoffmann | Autriche           | + 19 s 3       | 40 pts.   |
| 3  | Martin Bajčičák    | Slovaquie          | + 19 s 8       | 30 pts.   |
| 4  | Giorgio Di Centa   | Italie             | + 35 s 4       | 25 pts.   |
| 5  | Franz Göring       | Allemagne          | + 39 s 5       | 23 pts.   |
| 6  | Anders Södergren   | Suède              | + 40 s 3       | 20 pts.   |
| 7  | Lukáš Bauer        | République tchèque | + 46 s 1       | 18 pts.   |
| 8  | Nikolaï Pankratov  | Russie             | + 50 s 4       | 16 pts.   |
| 9  | Tor Arne Hetland   | Norvège            | + 1 min 02 s 0 | 14 pts.   |
| 10 | Tobias Angerer     | Allemagne          | + 1 min 04 s 1 | 13 pts.   |
| 11 | Valerio Checchi    | Italie             | + 1 min 06 s 7 | 12 pts.   |
| 12 | Martin Jakš        | République tchèque | + 1 min 09 s 6 | 11 pts.   |
| 13 | Fabio Santus       | Italie             | + 1 min 14 s 0 | 10 pts.   |
| 14 | Marcus Hellner     | Suède              | + 1 min 16 s 3 | 9 pts.    |
| 15 | Emmanuel Jonnier   | France             | + 1 min 16 s 4 | 8 pts.    |

| # | Nom                 | Nation             | Temps             |
| - | ------------------- | ------------------ | ----------------- |
| 1 | Lukáš Bauer         | République tchèque | 3 h 38 min 07 s 4 |
| 2 | Rene Sommerfeldt    | Allemagne          | +2 min 47 s 3     |
| 3 | Giorgio Di Centa    | Italie             | +2 min 47 s 6     |
| 4 | Tord Asle Gjerdalen | Norvège            | +2 min 53 s 9     |
| 5 | Tor Arne Hetland    | Norvège            | +3 min 04 s 0     |

| # | Nom                 | Nation  | Points |
| - | ------------------- | ------- | ------ |
| 1 | Petter Northug      | Norvège | 104    |
| 2 | Tor Arne Hetland    | Norvège | 104    |
| 3 | Giorgio Di Centa    | Italie  | 96     |
| 4 | Nikolaï Morilov     | Russie  | 90     |
| 5 | Tord Asle Gjerdalen | Norvège | 88     |